# Maarten de Wit
Maarten de Wit (* 30. Mai 1883 in Wormerveer; † 30. März 1965 in Zaandam) war ein niederländischer Segler.

## Erfolge
Maarten de Wit gewann 1928 in Amsterdam bei den Olympischen Spielen in der 8-Meter-Klasse die Silbermedaille. Er war Crewmitglied der Hollandia, die in sieben Wettfahrten zwei Siege einfuhr und damit hinter dem französischen Boot L’Aile VI Zweiter wurde. Die Schweden wurden mit der Sylvia zwar ebenfalls zweimal Erste und erreichten wie die Hollandia auch zweimal den zweiten Platz, ausschlaggebend für die Platzierung war aber letztlich die Anzahl der dritten Plätze, die sich bei der Hollandia auf dreimal belief, bei der Sylvia dagegen nur auf einmal. Zur Crew der Hollandia gehörten außerdem Lambertus Doedes, Hendrik Kersken, Gerard de Vries Lentsch und Cornelis van Staveren sowie Skipper Johannes van Hoolwerff.
Sein Sohn Simon de Wit nahm an den Spielen 1936 in Berlin im Rudern teil.